# Paul Gayrard

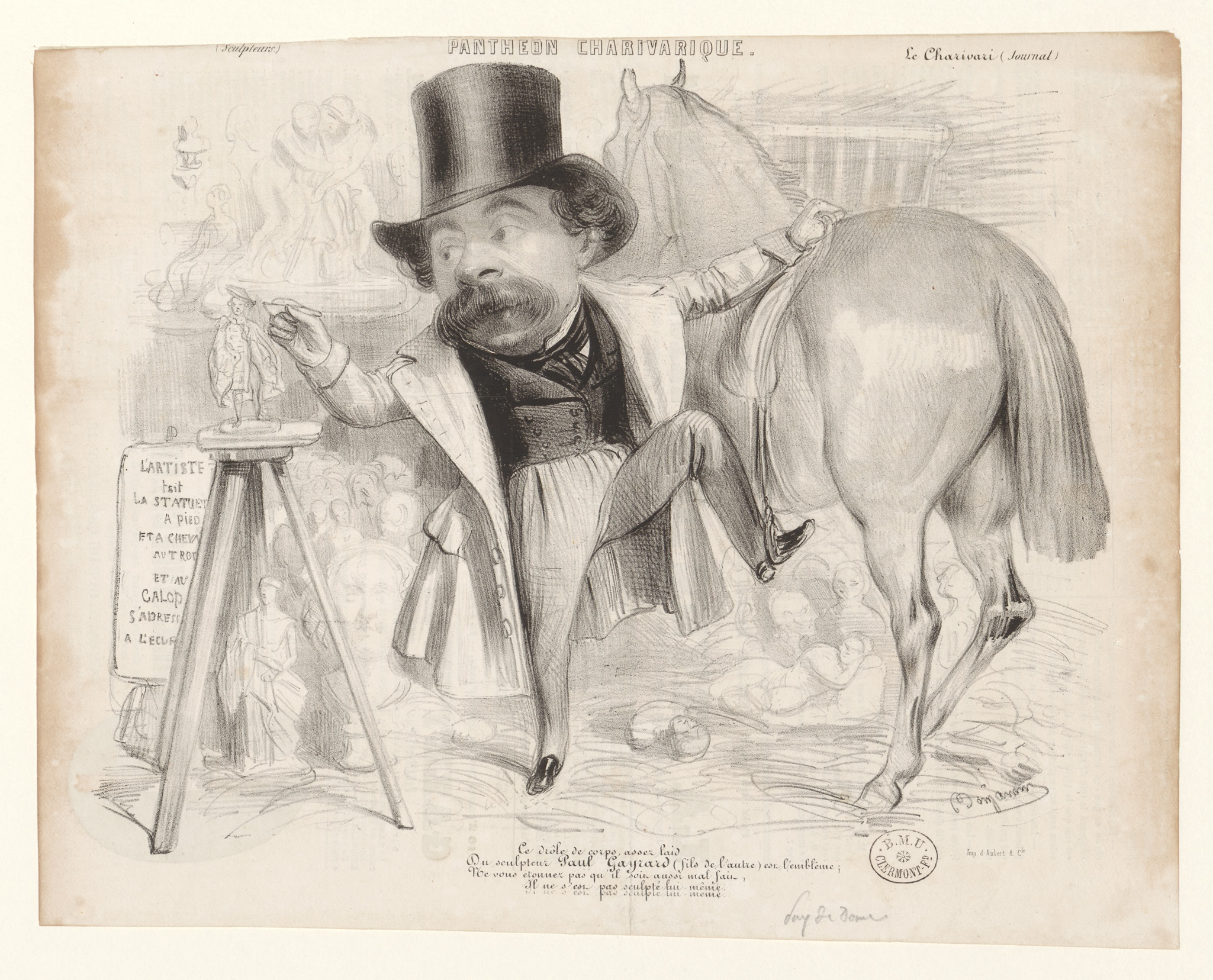
Paul Gayrard

Paul Joseph Raymond Gayrard, auch Joseph Raymond Paul Gayrard (* 3. September 1807 in Clermont-Ferrand; † 22. Juli 1855 in Enghien-les-Bains) war ein französischer Bildhauer.

## Leben
Als Sohn des Bildhauers Raymond Gayrard (1777–1858) wurde er zunächst von seinem Vater unterrichtet, ehe er bei François Rude und Pierre Jean David d’Angers seine weitere Ausbildung erfuhr. Gayrard schuf hauptsächlich Porträtbüsten und Statuetten, welche in den Jahren von 1827 bis 1855 im Pariser Salon ausgestellt waren. Hier erhielt er 1834 eine Medaille 2. Klasse und 1846 eine Medaille 1. Klasse. Die Büsten der berühmten Mediziner Pierre Fidèle Bretonneau und Armand Trousseau befinden sich im Museum von Tours. Eine Büste der italienischen Balletttänzerin Fanny Cerrito befindet sich im Museum der Pariser Oper. Für die Pariser Kirche Ste-Clotilde schuf er vier Evangelisten.
Am 26. Juli 1853 wurde er mit dem Kreuz der Ehrenlegion ausgezeichnet.

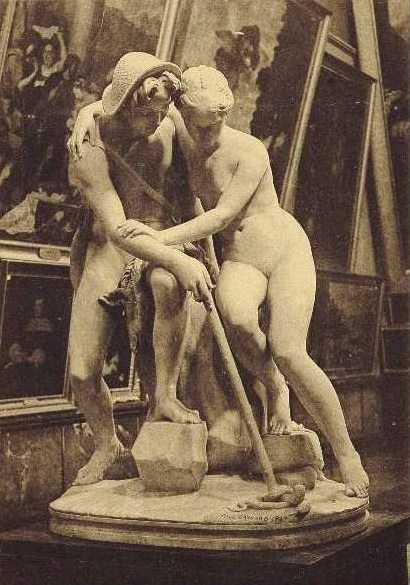
Daphnis et Chloé

## Werke (Auszug)
- Daphnis et Chloé, Musée des Beaux-Arts de Caen
- Reitpferd, gesattelt und gezäumt, 1850 vom Musée Bénezech in Valenciennes erworben
- Die Kinder des Herzogs und der Herzogin von Alba
- Prinz Louis-Napoléon, Präsident der Republik
- Bildnisbüste eines unbekannten jungen Mannes, Bronzehohlguss, 24 × 18,5 × 56 cm, Heeresgeschichtliches Museum, Wien
- Vier Evangelisten, Ste-Clotilde, Paris